# Lorenz-Eichung
Die Lorenz-Eichung, nach Ludvig Lorenz, ist eine spezielle Eichung der elektromagnetischen Potentiale. Sie hat nichts mit Hendrik Antoon Lorentz zu tun, nach dem die Lorentz-Transformation benannt ist.
Im statischen Fall ist die Lorenz-Eichung identisch mit der Coulomb-Eichung.

## Vorbemerkung
Ein elektromagnetisches Feld besteht aus einem elektrischem Feld und einem magnetischem Feld. Diese Felder lassen sich auch durch Angabe des magnetischen Vektorpotentials zusammen mit dem skalaren elektrischen Potential beschreiben.
Die Beschreibung des elektromagnetischen Feldes durch Potentiale ist nicht eindeutig, d. h., es gibt eine Eichfreiheit. Diese zusätzlichen Freiheiten können dazu genutzt werden, die Gleichungen der Problemstellung anzupassen und zu vereinfachen, indem eine Eichung eingeführt wird. Eine solche ist die Lorenz-Eichung, die häufig zur Berechnung elektromagnetischer Wellen benutzt wird.

## Die Lorenz-Eichung, Relativistische Invarianz
{\displaystyle {\rm {div}}{\vec {A}}+{\frac {1}{c^{2}}}{\frac {\partial }{\partial t}}\phi =0} (Internationales Einheitensystem (SI))
{\displaystyle {\rm {div}}{\vec {A}}+{\frac {1}{c}}{\frac {\partial }{\partial t}}\phi =0} (Gauß-System)
Die Eichfreiheit der elektrodynamischen Potentiale wird dahingehend ausgenutzt, dass die Summe aus der Divergenz des Vektorpotentials {\displaystyle {\vec {A}}} und der ersten partiellen Ableitung des skalaren Potentials {\displaystyle \phi } nach der Zeit t Null ergibt. Je nachdem, ob man das Gaußsche oder das SI-Einheitensystem verwendet, muss man die zeitliche Ableitung des skalaren Feldes noch durch c oder c2 teilen. Im Folgenden wird das cgs-System und außerdem die Vierervektor-Schreibweise sowie die Einsteinsche Summenkonvention benutzt. Das Viererpotential {\displaystyle A^{\mu }} ist dabei durch {\displaystyle A^{\mu }={\begin{pmatrix}\phi &{\vec {A}}\end{pmatrix}}^{T}} definiert.
{\displaystyle \partial _{\mu }A^{\mu }=0}
Somit geht aus der vierdimensionalen Formel der inhomogenen Maxwell-Gleichungen
{\displaystyle \partial _{\mu }F^{\mu \nu }={\frac {4\pi }{c}}j^{\nu }}
und dem Feldstärketensor
{\displaystyle F^{\mu \nu }=\partial ^{\mu }A^{\nu }-\partial ^{\nu }A^{\mu }}
der folgende Ausdruck hervor:
{\displaystyle \partial _{\mu }F^{\mu \nu }=\partial _{\mu }\partial ^{\mu }A^{\nu }-\partial _{\mu }\partial ^{\nu }A^{\mu }=\square A^{\nu }-\partial ^{\nu }\partial _{\mu }A^{\mu }={\frac {4\pi }{c}}j^{\nu }}
Unter Verwendung der Lorenz-Eichung {\displaystyle \partial _{\mu }A^{\mu }=0} ergeben sich die Wellengleichungen im Vierdimensionalen (mit dem D’Alembert-Operator {\displaystyle \square }):
{\displaystyle \square A^{\nu }={\frac {4\pi }{c}}j^{\nu }}
Man kann also die Differentialgleichung für jede Komponente des Potentials bzw. des Stroms gesondert lösen.
Die Lorenz-Eichung hat wie jede Eichung die Eigenschaft, die physikalisch messbaren Felder unverändert zu lassen.
Lösung der zuletzt genannten Gleichung sind die sog. retardierten Viererpotentiale
{\displaystyle A^{\nu }({\vec {r}},t)=\int \,{\frac {j^{\nu }({\vec {r}}',t-{\frac {|{\vec {r}}-{\vec {r}}'|}{c}})}{c\cdot |{\vec {r}}-{\vec {r}}'|}}\,\mathrm {d} ^{3}{\vec {r}}'\,}
Damit wird zugleich auch die relativistische Invarianz der Maxwellschen Gleichungen explizit.
Anstelle der Lorenz-Eichung wird häufig die Coulomb-Eichung benutzt, welche das elektrostatische Potential auszeichnet, aber in den meisten Fällen keine Vereinfachung bringt.

## Schreibweise mittels Differentialformen
In der Sprache der Differentialformen kann die Lorenz-Eichung geschrieben werden als 
{\displaystyle d\star A=0},
wobei
- {\displaystyle d} die äußere Ableitung
- {\displaystyle \star } der Hodge-Stern-Operator
- {\displaystyle A=A_{\mu }dx^{\mu }} die Potentialform ist,

oder kürzer mit der Koableitung {\displaystyle \delta } als
{\displaystyle \delta A=0}.